# Waisake Naholo

a Compétitions nationales et continentales officielles uniquement.

b Matchs officiels uniquement.
Dernière mise à jour le 2 septembre 2021.
Waisake Naholo, né le 8 mai 1991 à Sigatoka aux Fidji, est un international néo-zélandais de rugby à sept, remportant la Coupe du monde de rugby à sept, puis de rugby à XV. Dans ce dernier code, il évolue au poste d'ailier. Avec sa franchise des Highlanders, il remporte l'édition 2015 du Super Rugby.

## Biographie
Waisake Naholo nait et grandit à Sigatoka, aux Fidji. À l'âge de seize ans, il rejoint la ville de Wanganui en Nouvelle-Zélande dans un souci d'éducation. Tout en étudiant la semaine au Whanganui City College, il évolue dans le Heartland Championship avec l'équipe de Wanganui qu'il rejoint en 2009.
En 2011, il fait partie de l'équipe néo-zélandaise des moins de 20 ans qui conserve son titre de championne du monde lors de l'édition disputée en Italie, battant en finale l'Angleterre sur le score de 33 à 22. Toutefois, lors de celle-ci, il n'occupe qu'un poste de remplaçant. Il rejoint ensuite Taranaki équipe avec laquelle il dispute cinq rencontres d'ITM Cup, nouveau nom du championnat des provinces. Lors de sa deuxième saison, en 2012, il dispute six rencontres et inscrit deux essais.
En février 2012, Gordon Tietjens, le sélectionneur de l'équipe néo-zélandaise de rugby à sept le retient pour l'étape américaine du World Rugby Sevens Series disputée à Las Vegas en remplacement de Hosea Gear. Après six matchs disputés, il est ensuite présent au Hong Kong Sevens, trois matchs et trois essais, lors de l'étape écossaise à Édimbourg, six matchs et huit essais, au Japon, quatre et cinq essais et à Londres, cinq matchs et deux essais. La Nouvelle-Zélande termine en tête du World Rugby.
En septembre 2012, il signe en faveur de la franchise des Blues. Il dispute son premier match avec ces derniers à l'occasion de la saison 2013 de Super 15 contre la franchise sud-africaine des Bulls. Il dispute un deuxième match lors de cette saison, face aux Highlanders, rencontre où il inscrit un des quatre essais de son équipe qui s'incline 38 à 28. Peu utilisé par les Blues, il est libéré de son contrat pour la saison suivante. Durant cette même année 2013, il retrouve équipe néo-zélandaise de rugby à sept, disputant la coupe du monde disputée à Moscou, la Nouvelle-Zélande s'imposant en finale face à l'équipe anglaise. Il dispute quatre rencontres, dont le quart de finale face au pays de Galles, inscrivant son seul essai en finale face aux Anglais. Il poursuit avec cette équipe, disputant le Gold Coast Sevens 2013, six matchs et quinze points, le USA rugby sevens 2014, quatre matchs et vingt points.
Il participe à la finale de l'ITM Cup 2014 où Taranaki s'impose face à Tasman sur le score de 36 à 22. Lors de sa saison, il inscrit neuf saisons pour douze rencontres disputées. En octobre, il figure parmi les trois joueurs ayant disputé le finale à signer en faveur des Highlanders, avec Marty Banks et Alex Ainley (Tasman).
Il décide de tenter sa chance à l'étranger et signe en février 2015 un contrat de deux ans, plus une année en option, en faveur du club français de Clermont. Grâce à de bonnes performances avec les Highlanders lors de la saison 2015 de Super 15, où il inscrit treize essais pour dix-huit rencontres disputées, dont un essai en demi finale face à la franchise australienne des Waratahs puis lors de la victoire en finale face à une autre franchise néo-zélandaise, les Hurricanes, il est retenu en juin 2015 parmi 41 joueurs pour la préparation de la saison internationale des Néo-Zélandais. Cette annonce met fin à la possibilité de voir Naholo évoluer avec le club auvergnat lors de la saison 2015-2016 de Top 14, la Fédération néo-zélandaise (NZRU) ayant racheté le contrat.
Il dispute son premier match avec les All Blacks lors de la première journée du Rugby Championship. Lors de cette rencontre, il se blesse, fracture du péroné, fracture dont la gravité n'est pas détectée lors de la rencontre mais seulement la nuit suivant celle-ci. Il est alors annoncé indisponible pour trois mois et ainsi forfait pour la Coupe du monde 2015. Toutefois, son rétablissement est plus rapide que prévu et fin août, il est finalement retenu par Steve Hansen parmi les 31 joueurs défendant les couleurs néo-zélandaises lors de la coupe du monde. Il est titularisé contre la Géorgie, où il inscrit un essai, puis contre les Tonga. Bien que non retenu pour les matchs suivants de son équipe, il remporte le titre de champion du monde.
En 2016, lors de l'ouverture de la saison de Super Rugby, il se casse la jambe lors du match opposant les Highlanders aux Blues le 26 février. Il se remet de nouveau très vite et postule dès le début de mai pour une place lors du match face aux Chiefs. Lors de ce retour, il inscrit deux essais, et s'avère décisif sur un troisième lors de la victoire 26 à 13 de son équipe. Puis, il est sélectionné en équipe nationale pour le Rugby Championship, que son pays remporte en gagnant toutes ses confrontations,. De plus, la Nouvelle-Zélande égalise le record de matchs remportés d'affilée toutes compétitions confondues avec dix-sept succès lors de la dernière journée où elle bat largement l'Afrique du Sud 57 à 15, chez elle à Durban.

## Palmarès
- Vainqueur de la Coupe du monde en 2015.
- Vainqueur du Rugby Championship en 2016, 2017 et 2018.

## Statistiques en équipe nationale
Waisake Naholo est d'abord un international junior, remportant le Championnat du monde junior de rugby à XV 2011. Il est ensuite international néo-zélandais de rugby à sept, disputant les World Rugby Sevens Series, remportés par la Nouvelle-Zélande, et remportant la Coupe du monde de rugby à sept.
Au 2 septembre 2021, Waisake Naholo compte vingt-six capes avec les All Blacks. Avec les Kiwis, il dispute une Coupe du monde en 2015.  Il dispute quatre éditions du Rugby Championship, en 2015, 2016, 2017 et 2018. Il débute avec les All Blacks face à l'Argentine le 17 juillet 2015 à Christchurch.